# Tedania turbinata
Tedania turbinata är en svampdjursart som först beskrevs av Arthur Dendy 1924.  Tedania turbinata ingår i släktet Tedania och familjen Tedaniidae. Inga underarter finns listade i Catalogue of Life.